# (6148) Ignazgünther
(6148) Ignazgunther, désignation internationale (6148) Ignazgünther, est un astéroïde de la ceinture principale.

## Description
(6148) Ignazgunther est un astéroïde de la ceinture principale. Il fut découvert le 16 octobre 1977 à l'observatoire Palomar par Cornelis Johannes van Houten, Ingrid van Houten-Groeneveld et Tom Gehrels. Il présente une orbite caractérisée par un demi-grand axe de 2,28 UA, une excentricité de 0,23 et une inclinaison de 22,7° par rapport à l'écliptique.

## Compléments